# Амблистегиевые
Амблистегиевые (лат. Amblystegiaceae) — семейство листостебельных мхов порядка Гипновые. В семействе, по различным подсчётам, от 20 до 50 родов, включающих в себя от 150 до 300 видов. В России около 60 видов.

## Описание
Стебли в диапазоне от лежачих до прямостоячих. Простые или перисто-ветвистые, равномерно или односторонне покрытые листьями, парафиллы на стебле обычно отсутствуют или находятся только у основания веток.
Листья равномерно обращены во все стороны или обращенные в одну сторону, формой от яйцевидно-округлых до ланцетных, симметричные, большей частью с заметными ушками, с цельными или зубчатыми, плоскими или завернутыми краями, иногда со складками, с хорошо развитой жилкой. Реже жилка короткая и вильчатая или её вообще нет. Веточные листья обычно мельче стеблевых.
Спорогонии на концах боковых ветвей, на более или менее удлиненных, изогнутых или прямых ножках. Коробочка наклоненная или горизонтальная, продолговато-эллипсоидальная или почти цилиндрическая, чаще согнутая, без шейки или со слабовыраженной шейкой. Открытая коробочка под устьем сужена. Перистом двойной. Зубцы наружного перистома ланцетно-шиловидные, в верхушке часто ступенчатые. Отростки внутреннего перистома широкие, килеватые, реснички хорошо развиты. Крышечка остроконусовидная или тупоконусовидная. Колпачок клобуковидный, гладкий.

## Среда обитания и распространение
Напочвенные, наскальные, эпифитные, болотные, водные мхи, образующие рыхлые или густые, часто обширные дерновинки.
Распространены в основном в холодных и умеренных зонах земного шара.

## Роды
- Acrocladium
- Amblystegiella
- Amblystegium Schimp., 1853 — Амблистегиум
- Apterygium
- Callialaria
- Calliergidium
- Calliergon
- Calliergonella
- Campyliadelphus
- Campylidium
- Campylium (Sull.) Spruce, 1867 — Кампилий
- Chrysohypnum
- Conardia
- Cratoneuron (Sull.) Spruce, 1867 — Кратонеур
- Cratoneuropsis
- Donrichardsia
- Drepanocladus (Müll. Hal.) G. Roth, 1899 — Дрепанокладус
- Hamatocaulis
- Hygroamblystegium
- Hygrohypnum
- Hypnites
- Koponenia
- Leptodictyum
- Limprichtia
- Loeskypnum
- Ochyraea
- Orthotheciella
- Palustriella Ochyra, 1989 — Палюстриелла
- Platydictya
- Platyhypnum Loeske, 1911 — Платигимнум
- Platylomella
- Pseudoamblystegium
- Pseudocalliergon
- Pseudocampylium
- Pseudohygrohypnum
- Richardsiopsis
- Sanionia
- Sarmentypnum
- Sasaokaea
- Sciaromiella
- Sciaromiopsis
- Scorpidium
- Serpoleskea
- Straminergon
- Vittia
- Warnstorfia